# 乌鸡油菌
烏雞油菌（學名：Polyozellus multiplex），又名烏茸菌或烏舞茸，是一種革菌科真菌。它們是單型的，即屬內只有它們一個物種。它的孢子臺形狀獨特，藍紫色的傘狀帽像是一束束的，底部皺褶至蕈柄。
烏雞油菌的分類曾有多次改動，不論是在科或屬的層級。它們的生長地包括北美洲及東亞的溫帶針葉林。它們是可食用菌，現今也有栽種作商業用途。烏雞油菌內含生物活性的polyozellin，可以用來抑制胃癌。

## 歷史及分類
烏雞油菌最初是於1899年由Lucien M. Underwood所描述。他將之分類為雞油菌屬中的新物種，但指它有可能是屬於另一屬。於1910年，William Murrill認為烏雞油菌的蕈柄結構獨特，並將之分類在全新的Polyozellus屬中。於1920年，Curtis Gates Lloyd從日本獲得的烏雞油菌標本看為另一新物種，並命名為Phyllocarbon yasudai。

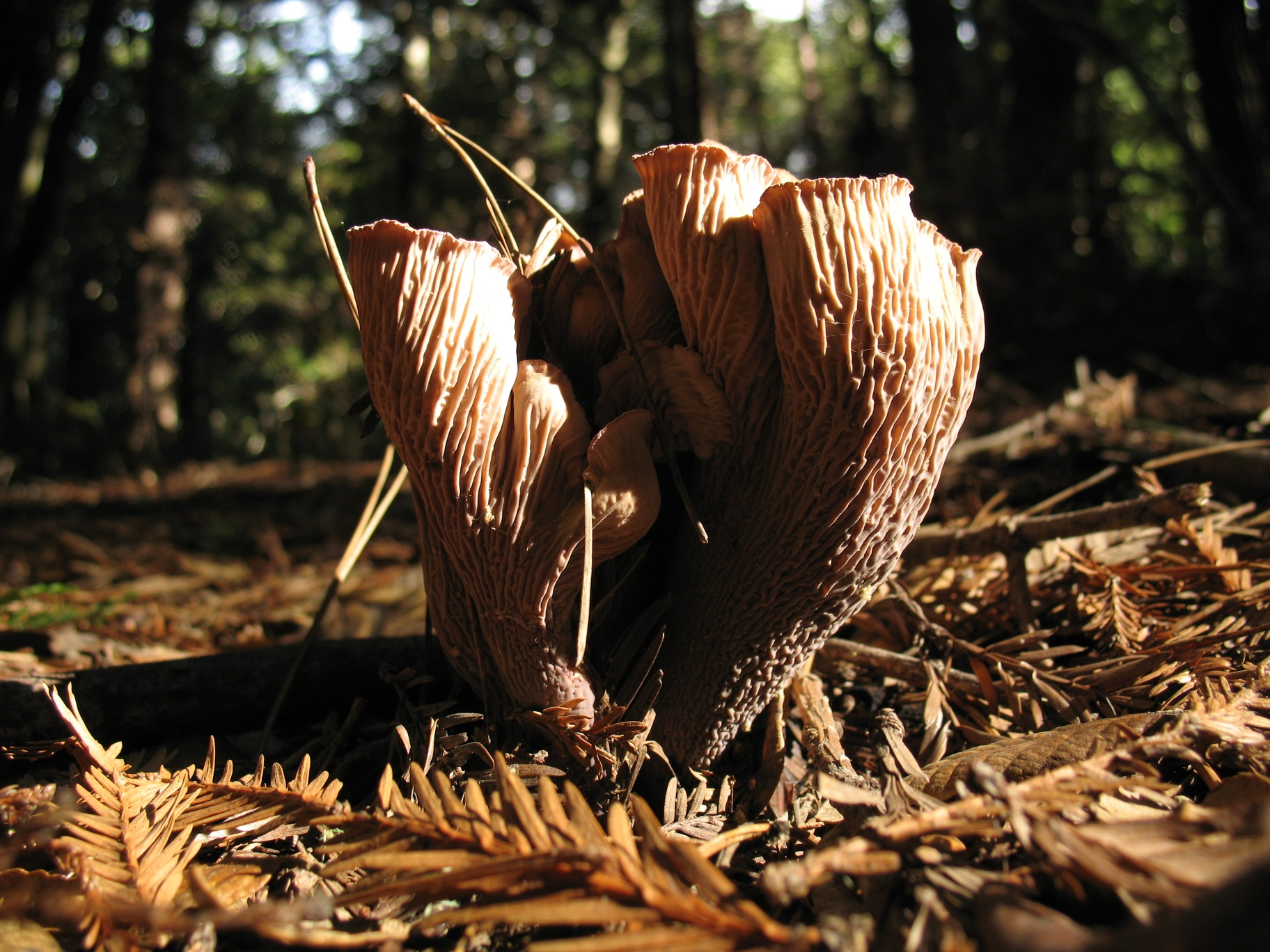
烏雞油菌曾被認為是陀螺菌的極端生長形態。

但是後來要到1937年在加拿大魁北克才再發現烏雞油菌的標本。翌年，Paul Shope認為Polyozellus一屬是多餘的，並指烏雞油菌的孢子臺與喇叭菌屬的不謀而合。於1939年，Lee Overholts指前兩名學者都忽略了Calvin Kauffman於1925年就從洛磯山脈及喀斯喀特山脈採集回來的標本的研究。Calvin Kauffman相信烏雞油菌其實是生長在極端環境的陀螺菌，所以並不贊同將之分類在喇叭菌屬中。Alexander H. Smith及Elizabeth Morse於1947年將烏雞油菌分類在雞油菌屬下新的Polyozellus組中，但仍指出它們有獨特於此屬的孢子。
1953年，今関六也發現烏雞油菌的孢子呈亞球形及有結節，是其他雞油菌屬所沒有的。而這種特徵卻在革菌科中非常普遍，加上烏雞油菌本身也像其他革菌科般呈深色、帶有強烈的氣味及含有革菌酸，所以他建議將烏雞油菌分類在新的Phylacteriaceae科中。但這建議卻未得到學界的接受，例如川村清一於1954年就將之分類在革菌屬中。
於2009年，真菌索引（Index Fungorum）及MycoBank都將烏雞油菌列在革菌科下。屬名的希臘文意思是「很多分枝」；種小名則指「很多塊」，是參照其複雜的子實體結構而取的。

## 特徵

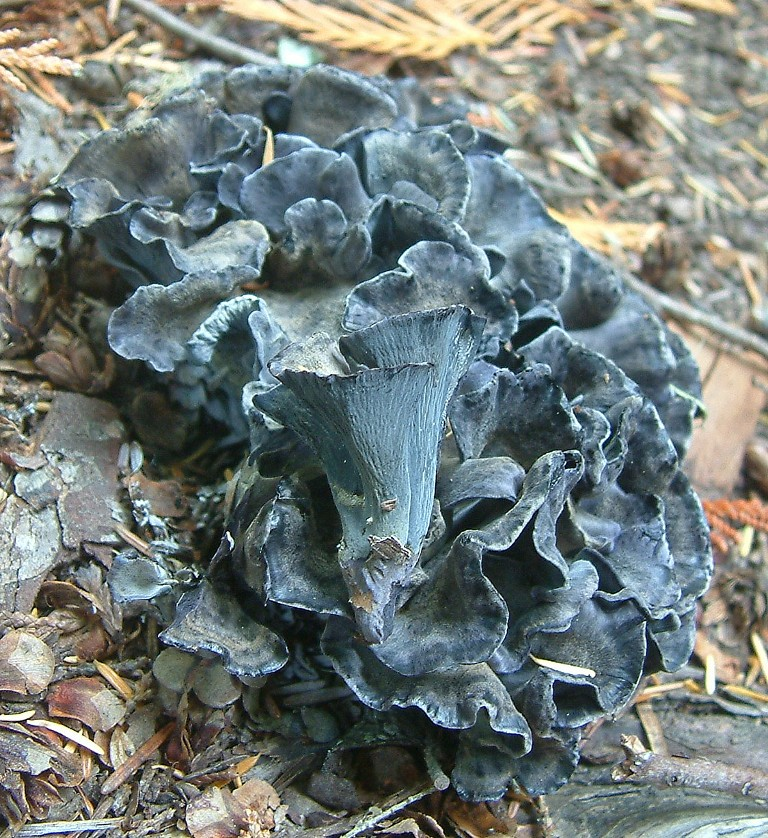
烏雞油菌獨特的傘狀帽。

烏雞油菌是一種雞油菌。子實體呈扇或漏斗狀，在地上一束的生長，一束的直徑可以達1米，平均則有30厘米。
個別的傘狀帽長闊各有3-5厘米，呈紫黑色，邊緣白色及藍綠色。表面有多個同心的環狀絨毛，邊緣有一層纖細絨毛，帽散開及成波浪狀。底面有子實層，子實層呈薄而密的皺褶，一般呈與表面相同或較淡的顏色。在不同的位點也有發現不同的顏色，例如在阿拉斯加的烏雞油菌都是呈烏黑色的，而底部呈深灰色。
子實體可以高15厘米及闊10厘米。蕈柄呈深紫黑色，表面光滑無毛，且與基部融合。蕈柄闊1.5-2厘米及長達5厘米。菌髓呈深紫色，質感柔軟及易脆。孢子印是白色的。

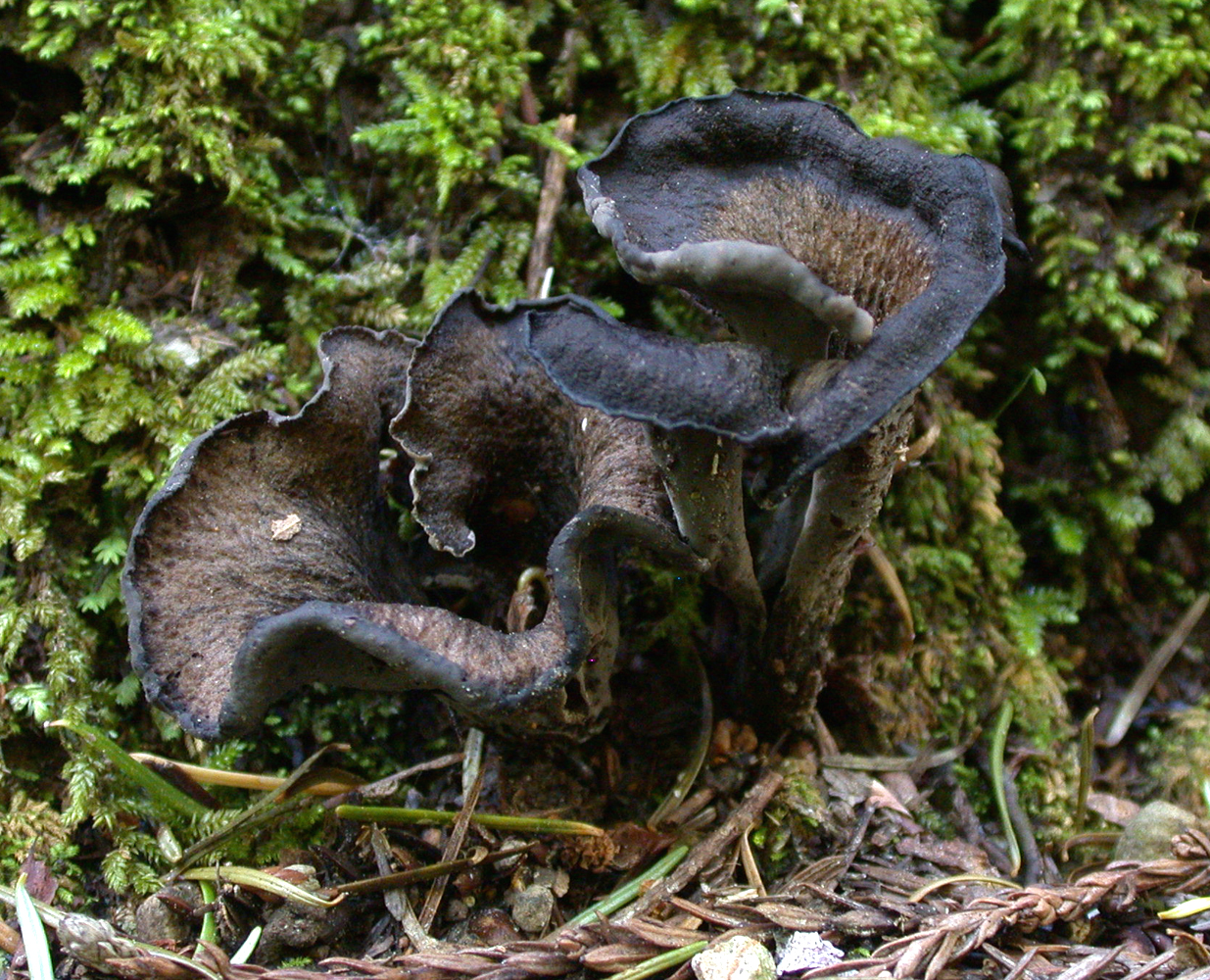
像烏雞油菌的灰喇叭菌。

孢子接近球狀至橢圓形，表面有細小的結節覆蓋，大小約為6–8.5×5.5–8微米。微觀下孢子是透明的，在氫氧化鉀下孢子會變為綠色。孢子並非澱粉質，所以在梅瑞氏染劑下不會轉變為藍色。囊狀體呈絲狀，闊3-4微米，長28-40微米。菌蓋皮層是由菌絲組床，在氫氧化鉀下會轉變為橄欖綠色。它們有扣子體，但並非所有隔膜也有。孢子臺的大小為32–38×5–6微米，有四個孢子。

### 相似物種
灰喇叭菌也像烏雞油菌般有黑色的子實體及光滑的子實層，但其肉較薄，子實體呈柱狀及灰至黑色。芳香喇叭菌傾向一束生長，但卻是呈橙色而不是藍色的。釘菇的形狀及形態很像烏雞油菌，但肉質較厚，且是呈淺紫色至粉紅色。

## 生長地及分佈
烏雞油菌是外生根菌的，即菌絲與植物的根部共生，而菌絲一般不會穿透根部細胞。烏雞油菌生長在雲杉屬及冷杉屬的針葉林，尤其是在較高的海拔。它們很多時都於夏天及冬天生長。
烏雞油菌分佈在北部及山區，較少會見到。在美國緬因州、俄勒岡州、科羅拉多州及阿拉斯加、加拿大魁北克省及英屬哥倫比亞、中國、日本及韓國。其他真菌也有類似零散的分佈。烏雞油菌也有在夏洛特皇后群島培植作商業用途。

## 用途

### 食用
烏雞油菌是可以食用的，在亞洲各國如韓國、日本及中國都有出售。在北美洲，有時會採集它們作為娛樂及商業而用途。烏雞油菌的味道一般，帶有香味。David Arora指它們的味道不及Craterellus。子實體可以風乾保存。

### 生物活性物質

polyozellin的鍵線式。

烏雞油菌可以分解出polyozellin，能抑制阿爾茨海默氏病中處理蛋白質的脯氨酰內肽酶。所以科學家都希望透過研究這些物質來發展治療方法。從烏雞油菌的抽取物中發現有類似polyozellin二苯并呋喃的衍生物，包括kynapcin-12、-13、-28、及-24。

### 抗腫瘤
烏雞油菌的描取物具有壓抑胃癌的效用。只要吃低濃度（約0.5-1%）的烏雞油菌抽取物，就可以促進谷胱甘肽轉硫酶及超氧化物歧化酶的活性，且可以增加穀胱甘肽的份量。這些抽取物也可以擴大腫瘤蛋白53的基因表現。腫瘤蛋白53是一種重要的抑癌基因，可以保護基因組免受破壞。polyozellin也具有抗癌的特性。

## 参看
- 药用真菌（英语：Medicinal fungi）

## 外部連結
- （英文）烏雞油菌的圖片 （页面存档备份，存于）